# Mexilhão-dourado
O mexilhão-dourado (Limnoperna fortunei) é um molusco bivalve, aquático, nativo do sul da Ásia, da família Mytilidae.
Possui fecundação externa, produzindo larvas livres-natantes. É capaz de se fixar em quase qualquer substrato. Possui grande capacidade adaptativa. Densidades de até 150.000 indivíduos/m². Com 30 dias e aproximadamente 0,5 cm já começam a reproduzir. Podem viver até três anos.

## Espécie invasora no Brasil
O mexilhão dourado é uma espécie exótica invasora no Brasil. Foi introduzido no Brasil em 1998 (Mansur et al. 1999) no lago Guaíba através do deslastramento de navios mercantes.
Trata-se de um molusco de água doce que possui filamentos (bisso) que grudam no casco das embarcações.
Tornou-se uma praga nas bacias do Paraná, Paraguai, Uruguai e Bacia Jacuí/Patos.
Espécies introduzidas, acidentalmente ou não, são a segunda maior causa de perda de biodiversidade no Planeta (IUCN). Devido à sua extensão, múltiplas fronteiras, diversidade de biomas e biodiversidade, o Brasil é altamente vulnerável à introdução de espécies exóticas. No Brasil, já foram identificadas mais de mil espécies de animais exóticos, mas nem todos tornaram-se um problema para as autoridades. Exemplos de problemas são o caramujo-gigante-africano (África), a rã-touro (África), o javali (Europa), o pardal (Europa), o camarão-vanamey (Ásia), o caracol-de-jardim (Europa), entre outros.
O Brasil participa de um projeto de âmbito global intitulado “Programa Global de Gerenciamento de Água de Lastro” (GLOBALLAST), criado pela Organização Marítima Internacional (IMO), no qual tem-se discutido o manejo da água de lastro para evitar a introdução de espécies exóticas na costa brasileira, bem como em águas interiores, sendo o mexilhão-dourado um excelente exemplo do alcance das invasões de espécies exóticas trazidas pela água de lastro.
Em agosto de 2003 o MMA criou a Força-Tarefa Nacional (FTN) (Portaria Ministerial n. 494 de 22 de dezembro de 2003), lançando o Plano de Ação Emergencial (PAE), uma iniciativa de envolvimento de instituições estaduais e locais no controle do mexilhão-dourado.
Essa espécie de molusco asiático chegou à América do Sul nos anos noventa, a partir do rio da Prata, Argentina, trazida na água de lastro de navios vindos do Oriente. No Brasil, o mexilhão se instalou em rios e lagoas do Rio Grande do Sul, subiu pelos rios Paraná e Uruguai e já foi detectado nos rios do Pantanal, nos estados de Mato Grosso e Mato Grosso do Sul.
Enquanto espécie invasora, o mexilhão representa uma ameaça à fauna e à flora aquáticas. Onde se dissemina, o molusco passa a ocupar o lugar de espécies nativas. Todo o ecossistema começa a ser alterado com a presença do invasor. Hoje é encontrado no trato intestinal de armados ou armaus, piaparas, piavas e piaus sem haver estudos sobre o resultado desta ingestão.
Breve histórico:
- 1991 – Buenos Aires – Argentina
- 1996 – Foz do rio Paraguai – Argentina/Paraguai
- 1999 – Pantanal Mato-grossense – Brasil
- 2001 – Itaipu Binacional – Brasil/Paraguai
- 2003 – UHE Sérgio Motta, rio Paraná – SP/MS
- 2004 – Rio Tietê – SP
- 2005 – UHE Salto, rio Uruguai - Uruguai

Onde foi encontrado o mexilhão-dourado no Rio Grande do Sul:
- Lago Guaíba: Em toda a extensão visitada do Lago foram observadas formações densas desses moluscos. Quanto aos rios formadores desse Lago a presença do mexilhão foi diferenciada.
- Rio Gravataí: Provavelmente devido a pouca navegabilidade do rio até a ponte da BR-116, o mexilhão não está avançando para seus trechos superiores, embora ocorra movimento de algumas embarcações de transporte de areia até Cachoeirinha. Aliado a isto, a forte poluição orgânica, devido aos esgotos cloacais, pode estar impedindo a disseminação do invasor.
- Rio dos Sinos: O mexilhão foi encontrado junto à foz, na praia Paquetá, em Canoas.
- Rio Caí: O mexilhão alcançou o Pólo Petroquímico a cerca de 15 km da foz e no canal Santa Bárbara. Nesse trecho o rio é navegável por barcas que transportam areia e por navios que tem como destino o Pólo Petroquímico.
- Rio Taquari-Antas: Este sistema hídrico é muito navegável até o porto de Estrela, a cerca de 80 quilômetros da foz, já tendo sido constatada a presença do mexilhão pela equipe da FEPAM.
- Rio Jacuí: Foram encontradas colônias na cidade de Rio Pardo, na eclusa Anel Dom Marco a 167 quilômetros da foz do rio Jacuí e a cerca de quinhentos metros da foz do rio Pardo em embarcação atracada no local. Os pescadores informaram que a embarcação estava atracada há 15 dias e que permanecera em Porto Alegre por três meses sofrendo processos de reforma. Não foram encontrados exemplares na linha d’água ou logo abaixo a ela, ou em outras embarcações fundeadas no local a mais tempo, de onde se deduz que os exemplares observados sejam originados de Porto Alegre. Os pescadores relataram a presença do molusco em pedras submersas. Devido às dificuldades encontradas para a solução do problema faz-se necessária uma estratégia de ação em nível global, pois o transporte marítimo é um agente de disseminação de espécies biológicas.

Não há como erradicar completamente o Mexilhão-dourado mas pode-se controlar o expansão da espécie.

## Controle em sistemas de geração de energia
Um método que comprovou-se eficaz e seguro do ponto de vista ambiental é o que foi implementado em unidade geradora de energia elétrica no extremo oeste do Rio Paranapanema. A infestação do Limnoperna fortunei tem sua ação nos dutos de condução de água destinada a refrigeração dos eixos das turbinas. As larvas fixam-se nas paredes interiores e ao prosperarem aumentam seu volume, diminuindo assim o diâmetro da tubulação e consequentemente a vazão de água destinada a troca de calor, que sendo insuficiente pode causar pane no sistema de geração.
Neste caso, após estudos que envolveram profissionais das áreas de meio ambiente, segurança e indústria química, optou-se pela aplicação de cloro gás. Para tanto, foram observados aspectos relativos ao volume de água a ser tratada e qual o seria, caso houvesse, o impacto ambiental. Esses estudos indicaram que os valores de aplicação cloro necessários à eliminação das larvas são menores aos verificados no tratamento de água para consumo humano. Outra constatação importante, é que ao contrário dos sistemas de tratamento convencionais para consumo humano, onde a dosagem é ininterrupta, o tempo de dosagem para eliminação das larvas é reduzido em 92%, podendo até ser interrompido em determinadas épocas do ano. Outro aspecto importante em relação ao tratamento de água convencional, é a não aplicação de outros produtos necessários para o padrão de potabilidade, permitindo assim que a água bruta captada a montante conserve as mesmas características ao ser lançada à jusante. Do ponto de vista operacional, essa metodologia mostrou-se ser a mais indicada, pois tem suas ações baseadas em normas conhecidas e consolidadas do ponto de vista da segurança, saúde e meio ambiente. É também economicamente viável pelo baixo custo tanto da aquisição do produto, como pelos equipamentos envolvidos.

## Procedimentos para o controle da dispersão
Ao contrário do que ocorre em usinas, o controle do mexilhão em sistemas naturais é impossível com a tecnologia e os recursos hoje existentes. Por isso, é importante evitar a ocorreência de novas infestações. Ao mesmo tempo, uma larva microscópica sozinha tem potencial para desencadear contaminação num local até então livre do invasor. Isso inviabiliza a fiscalização pelos órgãos competentes como forma de proteger os locais não contaminados. É importante que todos os cidadãos tomem cuidado para não serem vetores de mexilhão dourado, especialmente navegantes, pescadores, aquicultores e usuários de irrigação. Lembre-se que qualquer manancial de água doce pode estar contaminado pelo mexilhão sem que isso seja visível.
Veja os cuidados:
- Monitorar a disponibilizar informações atualizadas sobre a área de ocorrência de L. fortunei no RS;
- Verificar em barcos e motores, transportados por via terrestre, a presença de incrustação na parte externa dos mesmos, e retirar *Não devolver ao ambiente aquático ou galerias de drenagem os mexilhões retirados durante o processo de limpeza, descartá-los em terra;
- Não transferir material oriundo de pesca dos rios da bacia do Guaíba-Patos, ou de outros locais onde ocorra o mexilhão-dourado, para tanques de piscicultura, a fim de não contaminar os cultivos;
- Não transferir qualquer tipo de material oriundo dos rios da bacia do Guaíba-Patos, ou de outro lugar onde o mexilhão dourado está presente, para rios e córregos onde o mexilhão não ocorra;
- Não descartar água de recipiente contendo iscas vivas nos corpos d’água ou galerias de drenagem, mas em terra;
- Estudar a possibilidade do uso de tintas anti-incrustantes nas cisternas, reservatórios e cascos das embarcações que navegam no dos rios da bacia do Guaíba-Patos.

Importante
- Não lavar embarcações próximo a mananciais hídricos, pois se estará transferindo a infestação para outros lugares.
- Não descartar água de cursos naturais na rede pluvial, pois eles sobrevivem!
- Não usar substâncias químicas tóxicas, pois isso afetará outros organismos e as águas subterrâneas.
- Manter os barcos limpos, livres de incrustações.
- Fazer vistorias freqüentes no casco da embarcação bem como partes que fiquem em contato com o ambiente.
- Revisar freqüentemente o motor e o sistema de refrigeração, o mexilhão-dourado pode se instalar ali.
- Não abandonar ao ar livre as conchas retiradas, colocá-las em sacos plásticos e descartar na coleta urbana de lixo.

O IBAMA e a SEMA são os responsáveis pelas orientações técnicas e monitoramento por meio do Plano de Ação de Controle e Monitoramento do Mexilhão-dourado, a ser executado no RS.